# 阿韦特·捷尔捷良
阿尔弗雷德（阿韦特）·捷尔捷良（1929年7月29日—1994年12月11日），又译特特扬，是苏联时期的亚美尼亚作曲家。出生于巴库。以创作的九部交响曲（第九交响曲未完成）而著称。1994年在俄罗斯叶卡捷琳堡逝世。